# 72 Leonis
Désignations
72 Leonis (en abrégé 72 Leo) est une étoile variable de cinquième magnitude de la constellation zodiacale du Lion. Elle porte également la désignation d'étoile variable de FN Leonis, 72 Leonis étant sa désignation de Flamsteed. D'après la mesure de sa parallaxe annuelle par le satellite Gaia, l'étoile est distante d'environ ∼ 760 a.l. (∼ 233 pc) de la Terre. Elle s'éloigne du Système solaire à une vitesse radiale de +15 km/s.
72 Leonis est une étoile géante lumineuse rouge de type spectral M3 IIb et elle a été répertoriée comme un standard pour cette classe. Cette étoile évoluée est située sur la branche asymptotique des géantes (AGB) du diagramme de Hertzsprung-Russell. C'est une variable irrégulière à longue période de type LC, dont la luminosité a varié entre les magnitudes 4,56 et 4,64 dans la photométrie du satellite Hipparcos. L'étoile est âgée d'environ 400 millions d'années et elle est 3,11 fois plus massive que le Soleil. Son rayon est 195 fois plus grand que le rayon solaire, elle est 5 770 fois plus lumineuse que le Soleil et sa température de surface est de 3 613 K.
En astronomie chinoise traditionnelle, 72 Leonis est connue comme Huben (en chinois : 虎賁, pinyin : Hǔbēn) et elle constitue à elle seule l'astérisme du même nom représentant le « Garde du Corps de l'Empereur » au sein de la province céleste de l'enceinte du Palais Suprême.